# Slowakije op het wereldkampioenschap voetbal 2010
Slowakije was een van de deelnemende landen aan het wereldkampioenschap voetbal 2010 in Zuid-Afrika. Het land nam voor de eerste keer in de geschiedenis deel aan de WK-eindronde. Slowakije kwalificeerde zich als een van de dertien Europese landen. Het Midden-Europese land zat met Italië, Paraguay en Nieuw-Zeeland in Groep F.

## Voorbereiding
Slowakije speelde drie oefeninterlands ter voorbereiding op de WK-eindronde in Zuid-Afrika, te beginnen op 3 maart 2010 tegen Noorwegen in Žilina.

### Oefeninterlands
|                                                   |           |         |                      |                                                                                  |
| 3 maart 2010 «onderlinge duels» 17:00 uur (UTC+2) | Slowakije | 0 – 1   | Noorwegen            | Štadión pod Dubňom, Žilina Toeschouwers: 9.756 Scheidsrechter: Bas Nijhuis (NED) |
| 3 maart 2010 «onderlinge duels» 17:00 uur (UTC+2) |           | Verslag | 67' Morten Moldskred | Štadión pod Dubňom, Žilina Toeschouwers: 9.756 Scheidsrechter: Bas Nijhuis (NED) |

|                                                  |                  |         |                |                                                                                              |
| 29 mei 2010 «onderlinge duels» 14:00 uur (UTC+2) | Slowakije        | 1 – 1   | Kameroen       | Hypo-Arena, Klagenfurt (Oostenrijk) Toeschouwers: 8.000 Scheidsrechter: Harald Lechner (AUT) |
| 29 mei 2010 «onderlinge duels» 14:00 uur (UTC+2) | Kamil Kopúnek 5' | Verslag | 82' Eyong Enoh | Hypo-Arena, Klagenfurt (Oostenrijk) Toeschouwers: 8.000 Scheidsrechter: Harald Lechner (AUT) |

|                                                  |                                                                           |         |            |                                                                                        |
| 5 juni 2010 «onderlinge duels» 14:00 uur (UTC+2) | Slowakije                                                                 | 3 – 0   | Costa Rica | Štadión Pasienky, Bratislava Toeschouwers: 12.000 Scheidsrechter: Stefan Messner (AUT) |
| 5 juni 2010 «onderlinge duels» 14:00 uur (UTC+2) | Douglas Sequeira 16' (e.d.) Róbert Vittek 47' Stanislav Šesták 86' (pen.) | Verslag |            | Štadión Pasienky, Bratislava Toeschouwers: 12.000 Scheidsrechter: Stefan Messner (AUT) |

## WK-selectie
| Nummer / Naam      | Nummer / Naam     | Club                 | Geboortedatum     | Duels | Goal | Weggestuurd | Kreeg voor de tweede keer geel en dus rood | Kreeg geel |      |
| Doel               | Doel              | Doel                 | Doel              | Doel  | Doel | Doel        | Doel                                       | Doel       | Doel |
| ------------------ | ----------------- | -------------------- | ----------------- | ----- | ---- | ----------- | ------------------------------------------ | ---------- | ---- |
| 1                  | Ján Mucha         | Legia Warschau       | 15 juli 1983      | 4     | 0    | 0           | 0                                          | 1          |      |
| 12                 | Dušan Perniš      | Dundee United        | 9 september 1986  | 0     | 0    | 0           | 0                                          | 0          |      |
| 23                 | Dušan Kuciak      | FC Vaslui            | 21 mei 1985       | 0     | 0    | 0           | 0                                          | 0          |      |
| Verdediging        |                   |                      |                   |       |      |             |                                            |            |      |
| 2                  | Peter Pekarík     | VfL Wolfsburg        | 30 oktober 1986   | 3     | 0    | 0           | 0                                          | 1          |      |
| 3                  | Martin Škrtel     | FC Liverpool         | 15 december 1984  | 4     | 0    | 0           | 0                                          | 1          |      |
| 4                  | Marek Čech        | West Bromwich Albion | 26 januari 1983   | 1     | 0    | 0           | 0                                          | 0          |      |
| 5                  | Radoslav Zabavník | 1. FSV Mainz 05      | 16 september 1980 | 3     | 0    | 0           | 0                                          | 0          |      |
| 16                 | Ján Ďurica        | Hannover 96          | 10 december 1981  | 4     | 0    | 0           | 0                                          | 0          |      |
| 22                 | Martin Petráš     | AC Cesena            | 2 november 1979   | 1     | 0    | 0           | 0                                          | 0          |      |
| 21                 | Kornel Saláta     | ŠK Slovan Bratislava | 24 januari 1985   | 1     | 0    | 0           | 0                                          | 0          |      |
| Middenveld         |                   |                      |                   |       |      |             |                                            |            |      |
| 6                  | Zdeno Štrba       | Skoda Xanthi         | 9 juni 1976       | 3     | 0    | 0           | 0                                          | 2          |      |
| 7                  | Vladimír Weiss    | Manchester City      | 30 november 1989  | 3     | 0    | 0           | 0                                          | 0          |      |
| 8                  | Ján Kozák         | FC Timişoara         | 22 april 1980     | 1     | 0    | 0           | 0                                          | 0          |      |
| 10                 | Marek Sapara      | MKE Ankaragücü       | 31 juli 1982      | 1     | 0    | 0           | 0                                          | 0          |      |
| 15                 | Miroslav Stoch    | FC Twente            | 19 oktober 1989   | 4     | 0    | 0           | 0                                          | 0          |      |
| 17                 | Marek Hamšík      | SSC Napoli           | 27 juli 1987      | 4     | 0    | 0           | 0                                          | 0          |      |
| 19                 | Juraj Kucka       | Sparta Praag         | 26 februari 1987  | 3     | 0    | 0           | 0                                          | 1          |      |
| 20                 | Kamil Kopúnek     | FC Spartak Trnava    | 18 mei 1984       | 2     | 1    | 0           | 0                                          | 1          |      |
| Aanval             |                   |                      |                   |       |      |             |                                            |            |      |
| 9                  | Stanislav Šesták  | VfL Bochum           | 16 december 1982  | 2     | 0    | 0           | 0                                          | 0          |      |
| 11                 | Róbert Vittek     | MKE Ankaragücü       | 1 april 1982      | 4     | 4    | 0           | 0                                          | 1          |      |
| 13                 | Filip Hološko     | Beşiktaş JK          | 17 januari 1984   | 2     | 0    | 0           | 0                                          | 0          |      |
| 14                 | Martin Jakubko    | Saturn Ramenskoje    | 26 februari 1980  | 1     | 0    | 0           | 0                                          | 0          |      |
| 18                 | Erik Jendrišek    | 1. FC Kaiserslautern | 26 oktober 1986   | 3     | 0    | 0           | 0                                          | 0          |      |
| Bondscoach         |                   |                      |                   |       |      |             |                                            |            |      |
| Vlag van Slowakije | Vladimír Weiss    |                      | 22 september 1964 |       |      |             |                                            |            |      |

## WK-wedstrijden

### Groep F
|                                           |                    |                  |                   |                                                                                      |
| 15 juni 2010 «onderlinge duels» 13:30 uur | Nieuw-Zeeland      | 1 – 1            | Slowakije         | Royal Bafokeng Stadion, Rustenburg Toeschouwers: 23.871 Scheidsrechter: Jerome Damon |
| 15 juni 2010 «onderlinge duels» 13:30 uur | Winston Reid 90+3' | Wedstrijdverslag | 50' Róbert Vittek | Royal Bafokeng Stadion, Rustenburg Toeschouwers: 23.871 Scheidsrechter: Jerome Damon |

|                                           |           |                  |                                       |                                                                                 |
| 20 juni 2010 «onderlinge duels» 13:30 uur | Slowakije | 0 – 2            | Paraguay                              | Vrystaatstadion, Bloemfontein Toeschouwers: 26.643 Scheidsrechter: Eddy Maillet |
| 20 juni 2010 «onderlinge duels» 13:30 uur |           | Wedstrijdverslag | 27' Enrique Vera 86' Cristian Riveros | Vrystaatstadion, Bloemfontein Toeschouwers: 26.643 Scheidsrechter: Eddy Maillet |

|                                           |                                         |                  |                                                |                                                                          |
| 24 juni 2010 «onderlinge duels» 16:00 uur | Slowakije                               | 3 – 2            | Italië                                         | Ellispark, Johannesburg Toeschouwers: 53.412 Scheidsrechter: Howard Webb |
| 24 juni 2010 «onderlinge duels» 16:00 uur | Róbert Vittek 25' 73' Kamil Kopúnek 89' | Wedstrijdverslag | 81' Antonio Di Natale 90+2' Fabio Quagliarella | Ellispark, Johannesburg Toeschouwers: 53.412 Scheidsrechter: Howard Webb |

### Eindstand
| Land          | Wed | Win | Gel | Ver | DV | DT | +/- | Pnt |
| ------------- | --- | --- | --- | --- | -- | -- | --- | --- |
| Paraguay      | 3   | 1   | 2   | 0   | 3  | 1  | 2   | 5   |
| Slowakije     | 3   | 1   | 1   | 1   | 4  | 5  | -1  | 4   |
| Nieuw-Zeeland | 3   | 0   | 3   | 0   | 2  | 2  | 0   | 3   |
| Italië        | 3   | 0   | 2   | 1   | 4  | 5  | -1  | 2   |

### Achtste finale
|                                           |                                      |                  |                            |                                                                                             |
| 28 juni 2010 «onderlinge duels» 16:00 uur | Nederland                            | 2 – 1            | Slowakije                  | Moses Mabhida Stadium, Durban Toeschouwers: 61.962 Scheidsrechter: Alberto Undiano Mallenco |
| 28 juni 2010 «onderlinge duels» 16:00 uur | Arjen Robben 18' Wesley Sneijder 84' | Wedstrijdverslag | 90+4' (pen.) Róbert Vittek | Moses Mabhida Stadium, Durban Toeschouwers: 61.962 Scheidsrechter: Alberto Undiano Mallenco |

SFZ · A-internationals · Bondscoaches · Statistieken · Slowaaks vrouwenelftal · Olympisch elftal · Slowakije U21 · Slowakije U20 · Slowakije U19 · Slowakije U18 · Slowakije U17 · Slowakije U16
1939 – 1944 · 1992 – 1999 · 2000 – 2009 · 2010 – 2019 · 2020 − 2029
EK's: 2016 · 2020 · 2024
WK's: 2010
OS: 2000
1939 · 1940 · 1941 · 1942 · 1943 · 1944 · 1945–1991 · 1992 · 1993 · 1994 · 1995 · 1996 · 1997 · 1998 · 1999 · 2000 · 2001 · 2002 · 2003 · 2004 · 2005 · 2006 · 2007 · 2008 · 2009 · 2010 · 2011 · 2012 · 2013 · 2014 · 2015 · 2016 · 2017 · 2018 · 2019 · 2020 · 2021
Algerije · 
Andorra · 
Argentinië ·
Armenië · 
Australië · 
Azerbeidzjan · 
België · 
Bolivia · 
Bosnië en Herzegovina · 
Brazilië · 
Bulgarije · 
Chili · 
Colombia · 
Costa Rica · 
Cyprus · 
Denemarken · 
Duitsland · 
Egypte · 
Engeland · 
Estland · 
Faeröer · 
 Finland · 
Frankrijk · 
Georgië · 
Gibraltar · 
Griekenland · 
Guatemala · 
Hongarije · 
Ierland · 
IJsland · 
Iran · 
Israël · 
Italië · 
Japan · 
Joegoslavië · 
Jordanië · 
Kameroen · 
Kazachstan ·
Koeweit ·
Kroatië · 
Letland · 
Libanon ·
Liechtenstein · 
Litouwen ·
Luxemburg · 
Malta · 
Marokko · 
Mexico ·
Moldavië · 
Montenegro ·
Nederland · 
Nieuw-Zeeland · 
Noord-Ierland ·
Noord-Macedonië ·
Noorwegen ·
Oeganda · 
Oekraïne · 
Oezbekistan · 
Oostenrijk · 
Paraguay · 
Peru · 
Polen · 
Portugal · 
Roemenië · 
Rusland · 
San Marino · 
Saoedi-Arabië · 
Schotland · 
Servië en Montenegro ·
Slovenië · 
Spanje · 
Thailand · 
Tsjechië · 
Turkije · 
Verenigde Arabische Emiraten · 
Verenigde Staten · 
Wales · 
Wit-Rusland · 
Zuid-Korea · 
Zweden · 
Zwitserland
Engeland (2016) ·
Nieuw-Zeeland (2010) · 
Polen (2021) · 
Rusland (2016) · 
Spanje (2021) · 
Wales (2016) · 
Zweden (2021)